# Robert MacIntyre
 (décembre 2024).
Si vous disposez d'ouvrages ou d'articles de référence ou si vous connaissez des sites web de qualité traitant du thème abordé ici, merci de compléter l'article en donnant les références utiles à sa vérifiabilité et en les liant à la section « Notes et références ».
Robert Duncan MacIntyre (né le 3 août 1996) est un golfeur professionnel écossais qui joue sur le circuit européen et le circuit du PGA Tour. 

## Carrière professionnelle
En novembre 2017, MacIntyre a participé à la dernière étape de l'European Tour Q-school. Il a terminé à égalité à la 37e place pour obtenir sa carte sur le Challenge Tour 2018.
En août 2018, il s'incline face à Kim Koivu en playoffs du Vierumäki Finnish Challenge et réalise alors une fin de saison exceptionnelle. Il termine à égalité au quatrième rang du Monaghan Irish Challenge, et perd en playoff contre Victor Pérez à l'Open de Foshan et à égalité au 6e rang de la grande finale du Ras Al Khaimah Challenge Tour. Sa bonne fin de saison le propulsé à la 12e place de l'Ordre du Mérite du Challenge Tour, lui permettant ainsi de gagner une place sur l'European Tour pour 2019.
Dès 2019, il se retrouve en position de runner-up au Masters britannique puis au Danish Golf Championship. En juillet 2019 pour son premier Open britannique, il termine T6. En octobre, il devient le meilleur joueur écossais au Official World Golf Ranking après s'être classé T4 à l'Open d'Italie. Il termine la saison à la 11e place de la Race to Dubai du Tour Européen PGA et remporte ainsi le titre honorifique Henry Cotton Rookie de l'année.
En 2020, il remporte son premier tournoi du Tour Européen PGA : le Aphrodite Hills Cyprus Showdown.
En septembre 2022, il remporte l'Open d'Italie, son second tournoi européen.
2023-2024 : Premier succès en Ryder Cup et arrivée sur le PGA Tour
En juillet 2023, il est battu d'un coup par Rory McIlroy sur le Genesis Open. Ses excellents résultats lui permettent d'être sélectionné dans l'équipe européenne de la Ryder Cup 2023. L'équipe européenne remporte cette 44e édition 16.5-11.5 et MacIntyre s'offre deux victoires contre une défaite dont une victoire en simple face à Wyndham Clark.
À la fin de la saison 2023, MacIntyre gagne une des 10 cartes pour le PGA Tour 2024.
Après des premiers tournois plutôt compliqués, il finit T8 au Zurich Classic of New Orleans, compétition par équipe où il s'aligne avec le belge Thomas Detry.
En juin 2024, il remporte son premier tournoi du PGA Tour : le RBC Canadian Open. Seulement un mois plus tard, il prend sa revanche sur 2023 et remporte chez lui le Genesis Open en battant Adam Scott d'un coup.

## Palmarès
Victoires sur le PGA Tour (2)
| No. | Date       | Tournoi               | Score                 | Marge    | Runner-up   |
| 1   | 02/06/2024 | RBC Canadian Open     | −16 (64-66-66-68=264) | 1 stroke | Ben Griffin |
| 2   | 14/07/2024 | Genesis Scottish Open | −18 (67-65-63-67=262) | 1 stroke | Adam Scott  |

Victoires sur l'European Tour (3)
| No. | Date       | Tournoi                         | Score                 | Marge    | Runner-up         |
| 1   | 08/11/2020 | Aphrodite Hills Cyprus Showdown | −7 (64)               | 1 stroke | Masahiro Kawamura |
| 2   | 18/09/2022 | DS Automobiles Italian Open     | −14 (70-69-67-64=270) | Playoff  | Matt Fitzpatrick  |
| 3   | 14/07/2024 | Genesis Scottish Open           | −18 (67-65-63-67=262) | 1 stroke | Adam Scott        |

European Tour playoff (1–0)
| No. | Year | Tournament                  | Opponent         | Result                              |
| 1   | 2022 | DS Automobiles Italian Open | Matt Fitzpatrick | Victoire sur birdie au premier trou |

Résultats dans les tournois majeurs
| Tournament            | 2019 | 2020 | 2021 | 2022 | 2023 | 2024 |
| --------------------- | ---- | ---- | ---- | ---- | ---- | ---- |
| The Masters           |      |      | T12  | T23  |      |      |
| PGA Championship      |      | T66  | T49  | 77   | CUT  | T8   |
| U.S. Open             |      | T56  | T35  |      |      | CUT  |
| The Open Championship | T6   | NT   | T8   | T34  | T71  | T50  |

CUT = CUT manqué

"T" = tied

NT = pas de tournoi dû au Covid-19